# Piața Libertății din Taipei

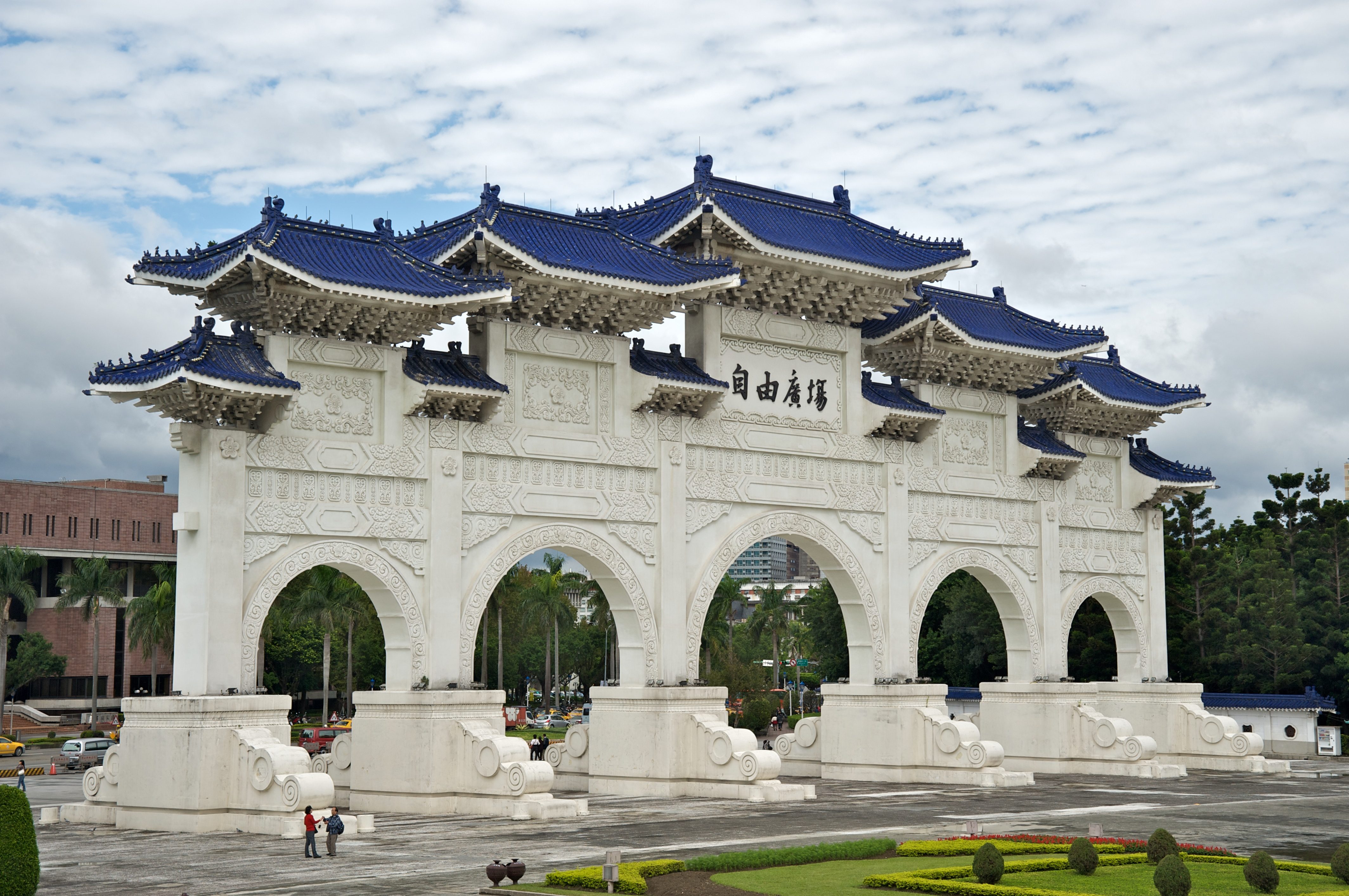
Poarta principală din Piața Libertății (paifang)

Piața Libertății este o piață publică de peste 240.000 de metri pătrați aflată în districtul Zhongzheng din Taipei, Taiwan. Aceasta este un loc de întâlnire public al orașului de la finalizarea sa la sfârșitul anilor '70. Numele pieței amintește de rolul istoric important pe care l-a jucat în tranziția Taiwanului de la guvernarea unui singur partid la democrația modernă din anii 1990.

## Prezentare generală

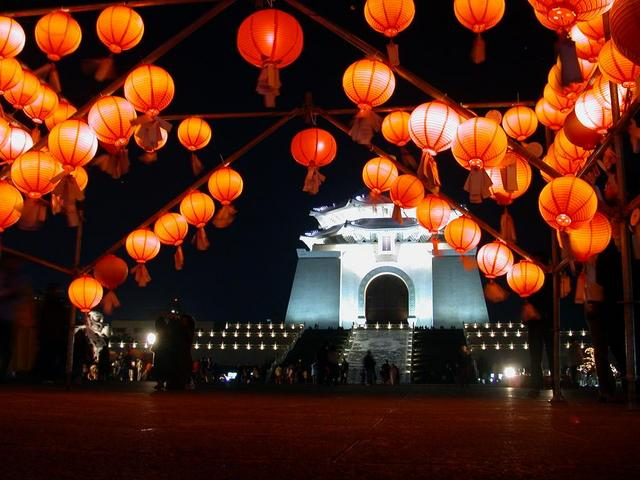
Festivalul Lanternei din Piața Libertății

Piața Libertății găzduiește trei repere majore, precum și parcuri. La capătul estic al Pieței Libertății se află Sala Memorială Chiang Kai-shek. Piața este flancată de Sala Națională de Concerte la nord și Teatrul Național la sud. Un parc îngrădit cu zid înconjoară piața. Ea poate fi văzută din Clădirea Biroului Prezidențial.
Piața Libertății servește în mod regulat ca loc al adunărilor de masă din Taiwan. Este piața unde au loc ceremonii oficiale și președintele Taiwanului primește demnitarii străini. Mulțimile se adună în piață pe tot parcursul anului pentru festivaluri și concerte în aer liber. Festivalul Lanternei din Taipei are loc în mod regulat în această piață. În multe zile, elevii, sportivii și soldații pot fi văzuți în piață făcând exerciții fizice și practicând dansuri sportive. Sala Națională de Teatru și Concerte găzduiește peste 800 de evenimente în fiecare an și oferă fundaluri importante pentru evenimentele din piață.
Lacurile și parcurile care înconjoară centrele memoriale și culturale sunt amenajate cu peluze, copaci și alei bine întreținute. Bazinele sunt umplute cu koi — colorați care se găsesc în mod tradițional în grădinile din Asia de Est. În parcuri se poate observa în mod regulat practicarea unor forme mai liniștite de activitate publică, cum ar fi jocuri de go și taekwondo, Tai Chi Chuan și alte arte marțiale. De asemenea, aici sunt organizate concerte de fanfară, precum și spectacole de dansuri tradiționale chinezești.

## Istorie
Piața își are începuturile în anii ’70, într-o perioadă în care Taiwanul  era sub conducerea unui partid de Kuomintang (naționaliști chinezi). Arhitectul Yang Cho-cheng a conceput piața ca parte a unui proiect grandios pentru un monument în onoarea lui Chiang Kai-shek, președintele Republicii Chineze care s-a mutat în Taiwan după răsturnarea regimului Kuomintang din China în timpul Războiului Civil Chinez. Piața a fost deschisă pentru prima dată publicului ca Piața Memorială Chiang Kai-shek după moartea acestuia în 1975.
Arhitectura amplasamentului include multe elemente tradiționale și amintește de monumentele anterioare ale Kuomintang-ului ridicate în China. Designul lui Yang a atribuit simbolic virtuți civice fiecărei zone a pieței. Poarta principală, Poarta Integrității (大中至正), a fost amplasată la capătul vestic pe Zhongshan South Road, Poarta Loialității (大忠門) în partea de nord pe Xinyi Road, iar Poarta Pietății (大孝門) în partea de sud pe Aiguo East Road. Un Bulevard al Omagiului, mărginit de arbuști decorativi, leagă piața de sala memorială.
Piața a devenit un loc pentru adunările de masă din Taipei imediat după deschidere, lucru care a dat pieței noi semnificații istorice. Piața a devenit centrul evenimentelor din anii 1980 și începutul anilor 1990, care au adus Taiwan în epoca democrației moderne. Dintre numeroasele manifestații pro-democrație care au avut loc în piață, cea mai influentă a fost Mișcarea studențească Crinul Sălbatic din 1990. Mișcarea a furnizat impulsul reformelor politice de anvergură ale președintelui Lee Teng-hui. Acestea au culminat cu primele alegeri populare ale liderilor naționali din 1996.
Importanța pieței în dezvoltarea democrației Taiwanului a dus la redenumirea sa ca Piața Libertății de către președintele Chen Shui-bian în 2007. Deși inițial dezvăluirea noului nume a fost întâmpinată cu ostilitate de către oficialii din tabăra Pan-Albastru, numele a fost în cele din urmă acceptat de oficialii din tot spectrul politic.
Inscripțiile de deasupra arcadelor, inclusiv de pe poarta principală care declară piața drept „Piața Libertății”, amintesc de stilul caligrafic al lui Wang Xizhi din Dinastia Jin de Est (vezi caligrafia chineză). Stilul se remarcă printr-un sentiment de vitalitate, mișcare și libertate. Literele sunt plasate într-o secvență de la stânga la dreapta, urmând practica modernă din Taiwan, mai degrabă decât ordinea de la dreapta la stânga a tradiției chineze antice, care fusese adoptată anterior în parc.
Piața Libertății rămâne locul popular de întâlniri publice și simbol al progresului democratic. În câteva săptămâni de la redenumire, piața a fost scena demonstrațiilor în favoarea libertății pentru Tibet, iar în cursul aceluiași an a fost scena mitingurilor pentru drepturi de exprimare și adunare ale Mișcării studențești Căpșuna sălbatică. În februarie 2017, Ministrul Culturii din Taiwan a anunțat că intenționează să transforme Sala Memorială Chiang Kai-Shek într-un centru național pentru „înfruntarea istoriei, recunoașterea agoniei și respectarea drepturilor omului” 

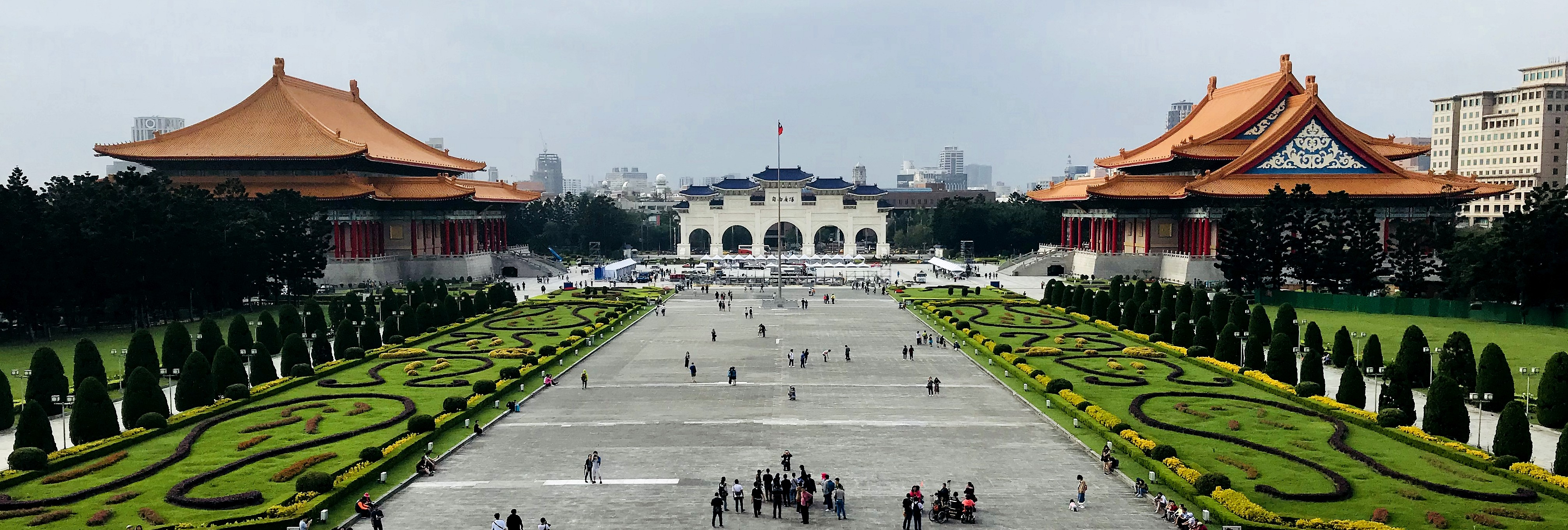
Vedere a pieței dinspre est

## Transport
Piața este accesibilă din Stația Memorială Chiang Kai-shek a metroului din Taipei.